# Омега (група)
Вижте пояснителната страница за други значения на Омега.
„Омега“ (на унгарски: Omega) е една от най-успешните и дълго съществуващи унгарски рок групи. Създадена е през септември 1962 в Будапеща.

## История
Създатели са Ласло Бенкьо – органист, и Янош Кобор – ритъм китара и вокал. Първоначално „Омега“ свири кавъри на британски и северноамерикански рок парчета. През 1967 в групата се включват Тамаш Михал – бас китара, и Габор Пресер на клавишните. Групата започва да пее собствени песни и издава през 1969 с тях албума 10 000 lépés (10 000 стъпки).
В този албум е включена най-известната песен на „Омега“ Gyöngyhajú lány. Вариантът на Gyöngyhajú lány, изпят от „Омега“, на английски се нарича Pearls In Her Hair или The Girl With Pearl's Hair – Момичето с бисерните коси. Музиката на Gyöngyhajú lány е използвана в кавъра на „Скорпиънс“ White Dove, както и в популярната в България поп фолк песен на „Южен вятър“ „Батальонът се строява“.
В една от сцените на филма „Плешивото куче“ е показана част от концертно изпълнение на Gyöngyhajú lány от „Омега“.

## Дискография
- 1968 – Trombitas Fredi es a rettenetes emberek
- 1969 – 10000 Lepes
- 1970 – Ejszakai Orszagut
- 1972 – Elo Omega
- 1973 – Omega 5
- 1974 – Nem tudom a neved
- 1977 – Idorablo
- 1978 – Csillagok utjan
- 1978 – Skyrover
- 1979 – Gammapolis
- 1987 – Babylon
- 1995 – Trans And Dance
- 2006 – Egi gel
- 2013 – Oratorium